# Speßhardt (Adelsgeschlecht)

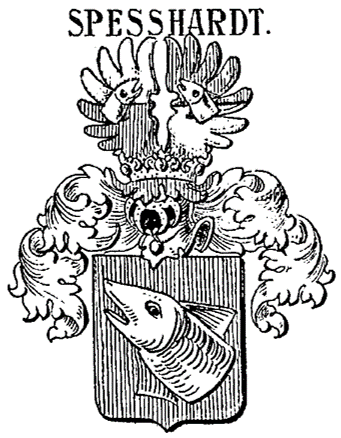
Wappen derer von Speßhardt in Siebmachers Wappenbuch

Speßhardt (auch Spesshardt) ist der Name eines alten fränkischen Adelsgeschlechts.

## Geschichte

### Ursprung
Das Geschlecht erschien erstmals urkundlich mit Heinricus de Spechteshart 1265 und gehörte zur fränkischen Reichsritterschaft, Kanton Rhön-Werra.

#### Namensursprung
Es liegt nahe, dass sich der Familienname Speßhardt vom gleichnamigen Mittelgebirge in den Bundesländern Hessen und Bayern, heute Spessart geschrieben, herleitet. Das Wort Spessart selber entstand etymologisch aus Specht und Hardt, steht also für Spechtswald. Der fränkische Ursprung des Familiennamens Speßhardt (andere Formen sind Spechteshardt, Spessart oder Speßhart) widerspricht der heutigen Begrenzung des Landstriches nicht, sondern erklärt sich durch seine damals wesentlich weitere Ausdehnung bis hin nach Thüringen:

„Zu früherer Zeit war dieser ganze Landstrich ein zusammenhängender Wald, der die Benennung Speßhardt, noch früher Sprechteshardt, silva picaria, führte und zur Zeit der Römerherrschaft einen Theil des Saumes des großen Waldes bildete. Noch die mittelalterliche Geographie ließ den Speßhardt sich bis in die Buchonia, bis an den Steiger- und Thüringerwald, bis zum Böhmerwald sogar ausdehnen.“

#### Standeserhebung
Im Jahr 1888 erfolgte die Anerkennung des Freiherrenstandes durch das Herzogtum Sachsen-Meiningen.

### Familiensitze

#### Fladungen
In Fladungen besaß die Familie, namentlich Simon von Speßhart, Sohn des Hans von Speßhart, Burgmann auf Hildenburg, ab 1401 die Fischwasser Frankenheim-Leubach und Gorkenschütz-Fladungen. Diesem Umstand verdankt sich auch der Fisch als Wappentier.

#### Aschenhausen
Von den Grafen von Henneberg übernahm die Familie von Speßhardt um 1480 das Rittergut zu Aschenhausen unterhalb der henneberg’schen Burg Dißberg. Beide Gebäude existieren nicht mehr. Bei der verschwundenen Burg in Aschenhausen handelte es sich um eine kastellartige Anlage von viereckigem Grund mit quadratischen Türmen in jeder Ecke, die wohl als Versorgungsburg der Burg Dißberg gedient hatte. Sie wurde im 19. Jahrhundert (um 1880) abgerissen. Auf Satellitenbildern erkennt man noch ihre Umrisse.
Erstmals wurde der Ort im Jahr 838 als „Aseshuson“ erwähnt. In Aschenhausen steht eine um 1840 entstandene Synagoge, die das sogenannte Dritte Reich überdauerte und an die einstmals starke jüdische Gemeinde erinnert. Erstmals wurden 1695 Juden am Ort durch das Adelsgeschlecht von Speßhardt aufgenommen.

#### Unsleben
Das Wasserschloss in Unsleben wurde zwischen dem 12. und 18. Jahrhundert erbaut und liegt am Rande der bayerischen Rhön
im Tal der Streu zwischen Bad Neustadt an der Saale und Mellrichstadt.
Als erster Herr des Schlosses wurde 1160 Helwicus de Usleybe erwähnt, der als Ministeriale des Bischofs von Würzburg die Nordgrenze des Herzogtums gegen die Grafen von Henneberg zu sichern hatte. Mit dem Aussterben der Ritter von Unsleben kam der Besitz an die Truchsess von Wetzhausen. Mitte des 16. Jahrhunderts heiratete Ursula Truchsess von Wetzhausen Wilhelm von Spesshardt, Amtmann zu Meiningen und Massfeld. Durch großzügige Schenkungen an die Kirche hoch verschuldet, mussten die Freiherren von Spesshardt den Besitz 1727 an den Freiherrn von Gebsattel veräußern. Dieser verkaufte ihn 1741 an den würzburgischen Hofkanzler, Reichsrat und Hofpfalzgraf Cornelius Freiherr von Habermann weiter, in dessen Familienbesitz das Schloss bis in das 20. Jahrhundert hinein verblieb. Unter anderem beherbergte es das Sommeratelier des bekannten Münchner Sezessionsmalers Hugo von Habermann. Henriette, eine der beiden Töchter des Malers, heiratete 1960 Maximilian Graf zu Waldburg Wolfegg. Das Schloss befindet sich heute im Besitz eines Sohnes der Familie Waldburg, der es mit seiner Familie bewohnt.

#### Helmershausen
Das „Gelbe Schloss“ im Dorf Helmershausen, heute ein Ortsteil der Gemeinde Rhönblick im Landkreis Schmalkalden-Meiningen in Thüringen, wurde 1562/63 erbaut und befand sich von 1696 an im Eigentum der Freiherren von Speßhardt. 1766 verkaufte die Familie das Schloss an die Gemeinde. Es wird heute privat genutzt.

#### Mupperg
Das Schloss in Mupperg nahe Coburg wurde 1750 erbaut, hatte aber wohl einen älteren Vorgängerbau, der zunächst von den Familien Schaumberg und Redtwitz bewohnt wurden. In Quellen des 18. und 19. Jahrhunderts finden sich jeweils darauf hinweisende Beschreibungen:

„Im Jahre 1653 erneuert Wolff Albert von Schaumberg die hiesige Dorfordnung und in dem Zeitraum von 1671 bis 1691 wird in den Papieren des Pfarramts Georg Heinrich von Redtwitz als Herr von Mupperg genannt. Bald darauf ist der Reichsfreie, Herr Christoph Caspar von Speßhardt, Hessischer Obristlieutenant, Herr zu Mupperg geworden, was sich wohl daraus mit aller Sicherheit schließen läßt, weil der damalige Pfarrer hieselbst, Joh. Stephan Besserer, am 14. December 1694 genanntem Herrn von Speßhardt, als hiesigem Ortsherrn, auf seinen tödtlichen Hintritt eine Gedächtnißpredigt hielt und derselbe Chr. Casp. von Speßhardt, wiewohl zu Unschleben am 29. Mai 1694 verschieden, in der hiesigen Kirche, im Erbbegräbnis, beigesetzt wurde. In dieser hochachtbaren und wohlthätigen Familie ist Mupperg in unverrückter Folge bis auf diese Zeit geblieben, und es ist zu wünschen, daß das edle von Speßhardtische Geschlecht auch noch bis in die fernsten Zeiten hier ungestört und ungetrübt seinen glücklichen Rittersitz haben möge (…)“

„Mupperg liegt nicht nur in einer schönen, sondern auch fruchtbaren Fluhr sowohl in Ansehung der Wiesen als auch der Felder. Das Ritterguth selbst, als auch ein ansehnlicher Theil des Dorfs, rechnet sich zur Reichsritterschaft. 7 Bauerngüther nehmen Recht zu Neustadt, auch hat das Amt eine Schutzfahne daselbst stehen. Der letztere Besitzer war der Fürstl. Bambergische Herr Geheimde Rath von Speßhardt, er hinterließ 2 Herren Söhne, so noch unter der Vormundschaft stehen (…)“

## Wappen
Blasonierung: In Rot schrägrechts das Kopfstück eines Fisches; auf dem gekrönten Helm mit rot-silbernen Decken ein von Silber und Rot übereck geteilter offener Flug belegt mit dem Fischkopf, rechts schräglinks, links schrägrechts gestellt.

## Bekannte Familienmitglieder
Das Geschlecht derer von Speßhardt war mit vielen namhaften Familien verwandt (siehe auch Liste fränkischer Rittergeschlechter). Dazu zählten u. a. die Familien Bibra; Erbach; Erffa; Stein, Truchseß von Wetzhausen.
- Haubold von Speßhardt (1797–1860), Staatsminister von Sachsen-Meiningen
- Anna Sophie Freiin von Speßhardt, Gemahlin von Philipp Karl Graf von Erbach-Fürstenau
- Thekla Freiin von Bibra-Speßhardt (1847–1932), alias Th. Alfred, Autorin für Jugendliteratur
- Dietrich von Speßhardt (1857–1926), preußischer Generalleutnant